# Paa vicina
Paa vicina és una espècie de granota que viu al Pakistan i l'Índia.
Està amenaçada d'extinció per la pèrdua del seu hàbitat natural.